# Harvey du Cros
William Harvey du Cros (19 de junio de 1846 - 21 de diciembre de 1918) fue un financiero británico nacido en Dublín, fundador de la industria de neumáticos Dunlop Pneumatic Tyre Company basada en el descubrimiento de John Boyd Dunlop, un veterinario cirujano de origen escocés nacido en Belfast.
De mediana altura, pero un notable atleta en su juventud, fue un ciclista entusiasta y un hábil boxeador.
Como político, perteneció durante un breve periodo al Partido Conservador de Inglaterra.

## Carrera temprana
Hijo de Edouard Pierre du Cros, descendiente de hugonotes franceses, y de Maria Molloy, se educó en el King's Hospital de Dublín.
Casado con Annie Jane Roy en 1866, tuvieron seis hijos. Poco antes de cumplir los treinta años debió dejar la práctica del deporte por motivos de salud, habiendo sido en Irlanda campeón de boxeo en dos categorías; campeón de esgrima; y fundador y capitán de un equipo que ganó el campeonato de rugby irlandés. También había fundado un exitoso equipo ciclista, The Invincibles, que corrían sobre las primitivas bicicletas de la época (con una gran rueda delantera y una pequeña detrás, y llantas de goma maciza). Fue presidente de la Asociación Irlandesa de Ciclistas.
La Revue Franco-Anglaise lo describió como: "un hombre apuesto, de pequeña estatura (1,65 m) y de complexión robusta, con una cara expresiva y una frente alta. Bastante modesto y de un talante reservado, la agradable y abierta expresión de su cara invitan a la amistad y la confianza. Parece tener una predisposición para escuchar".

## Industria del neumático
Dos de sus hijos fueron derrotados en una carrera ciclista por un competidor de menor nivel que utilizaba los rudimentarios neumáticos de John Boyd Dunlop. Viendo una oportunidad, du Cros (siendo presidente de la Asociación de Ciclistas Irlandeses, por entonces ya era conocido en círculos empresariales), consiguió asociarse con sus amigos J M Gillies y William Bowden (agente de bicicletas de Dublín, Bowden era el reciente dueño de los derechos de las patentes de Dunlop), para formar una compañía cotizada en bolsa dedicada a explotar las patentes. Bowden persuadió a Dunlop para que se asociara con ellos y promoviera la nueva compañía. Du Cros consiguió revalorizar las participaciones de la compañía, manteniendo todos las decisiones empresariales bajo su control.
En 1896 vendió la compañía a un grupo de inversores (entre los que figuraba Ernest T Hooley) por 3 millones de libras. El negocio fue entonces relanzado como "Dunlop Pneumatic Tyre Company " (Compañía de Neumáticos Dunlop)  en mayo de 1896. Aquel negocio produjo su primer neumático automovilístico en 1900, considerablemente más tarde que Michelin, y empezó a diversificar su negocio a los neumáticos de aviación y a las pelotas de golf.
Du Cros contribuyó a financiar el primer dirigible del ejército británico, y organizó el primer movimiento motorizado de tropas británicas.

## Hijos
Poco después de un mes desde la fundación de la empresa, reclutó a sus hijos para expandir el negocio a las cuatro esquinas del globo:
1. Frederick Hilary du Cros (1868-1917), hermano gemelo mayor, en Francia.
1. Alfred James du Cros (1868-1946), segundo gemelo, para América del Norte y del Sur.
3. Arthur Philip du Cros (1871-1955), en Inglaterra.
4. Harvey du Cros junior (1872-1928), también para América del Norte y del Sur.
5. William Ernest du Cros (1874-1937), en Bélgica.
6. George Herbert du Cros (1875-1946), en Canadá. El primer neumático se fabricó en el continente americano en Chicago, en 1891, cuando George Herbert contaba con 16 años de edad.

## Parlamentario
Fue elegido en las Elecciones Generales de 1906 como Parlamentario por Hastings, en Sussex Oriental. Dimitió de la Cámara de los Comunes dos años más tarde, debido a problemas de salud. Las elecciones de Hastings del 3 de marzo de 1908 fueron ganadas por su hijo Arthur du Cros (del Partido Conservador), posteriormente conocido como Sir Arthur du Cros, 1º Baronet du Cros.
William Harvey du Cros murió en su casa de Inniscorrig en el condado de Dalkey, Dublín el 21 de diciembre de 1918 y fue enterrado en la cripta familiar de Finstock Oxfordshire.

## Harvey du Cros júnior 1872-1928

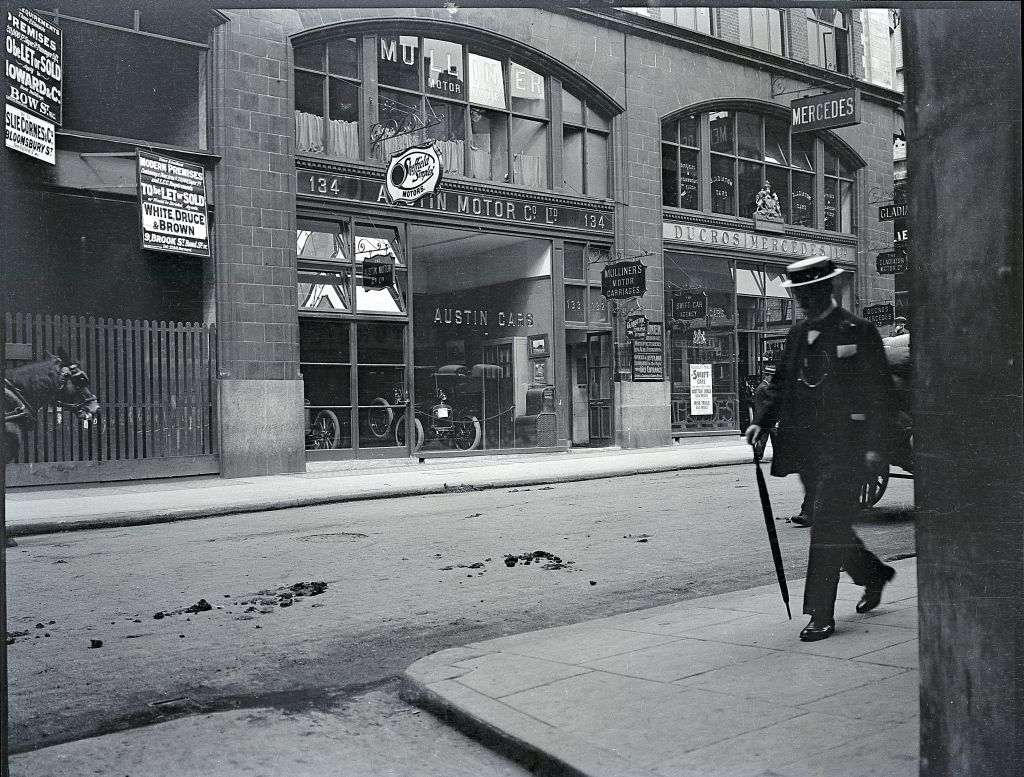
130-134 Long Acre, Londres, donde aparecen (en sentido de las agujas del reloj): Austin Motor Co; Mulliner Motor Carriages; Gladiator Cars; Du Cros Mercedes; y Swift Cars (hacia 1910)

Nacido en Dublín el 15 de marzo de 1872, fue el cuarto de los seis hijos de Harvey du Cros y de su mujer Annie Jane Roy. Su padre le envió desde Inglaterra a América en 1892, con 19 años, para fundar un negocio de neumáticos allí, aunque legalmente no podía firmar las acciones necesarias hasta cumplir 21 años. Esta rama del negocio se convertiría con el paso del tiempo en la Goodyear Tire and Rubber Company. Posteriormente abandonó Dunlop para fundar el fabricante de coches Swift Motor Company; y la compañía de taxis Yellow Cab Company. También fue el primer importador de los coches Mercedes a Gran Bretaña. Con Franco Kayser de la Siderúrgica Kayser Ellison, un importante soporte de Herbert Austin cuando formó la Austin Motor Company, Du Cros fue vicepresidente de la compañía.
Du Cros fue copropietario de la Motor Power Company con S. F. Edge, siendo los importadores al Reino Unido de los coches franceses Clement-Gladiator (a menudo conocidos como "Gladiators").
Murió el 1 de noviembre de 1928 en Longwood Maidenhead, y fue enterrado en Finstock Oxfordshire.